# Пројекат
Не мешати са истоименим албумом групе Рокери с Мораву.
Пројекат или пројект (лат. proiectum — бачен унапријед) је јединствени процес, састављен из низа активности дефинисаних почетком и крајем, као и људским, финансијским и другим ресурсима, који испуњава одређене услове. Свака од планираних активности унутар једног пројекта има за циљ, задовољење укупних потреба клијента.
Извођење пројеката је задатак пројектног менаџмента.

## Особине
Важне особине неког произвољног процеса које га чине пројектом су:
- јединственост у контексту
- привремени карактер са дефинисаним тренутком почетка и краја
- дефиниција достизања циља

Главна особина неког произвољног процеса, је јединственост у контексту. Под контекстом подразумијевамо осим клијента и више услова и ограничења као нпр. почетак и крај, дужину трајања, циљ пројекта, разлике од других пројеката и низ финансијских аспеката, израженим кроз буџет, трошкове, итд. (ISO 69901).
Успјешан пројекат је онај пројекат, који испуњава сва очекивања клијента или налогодавца.

## Тајни пројекти
Пословни пројекти, пројекти обавјештајних служби и други пројекти који потпадају под одређени степен тајности, обично носе назив „Пројекат ИКС“, гдје се умјесто ИКС појављује шифровано име пројекта. Тиме се покушава смањити број особа или сарадника са комплетним знањем природе пројекта и свих његових активности као и потреба клијента. За посматраче је код таквих пројеката немогуће једноставно одредити, да ли они испуњавају услов јединствености.

## Алтернативна дефиниција
Алтернативно се појам пројекат користи и за:
- скуп намјера у ограниченом временском и просторном контексту код социјалних и хуманитарних удружења
- још незавршен процес развоја
- нешто ново, револуционарно или експериментално у области умјетности

Неки рјечници овај појам објашњавају и као планирање, подухват, нацрт или намјеру.